# СИЗО № 1 (Саратов)
СИЗО № 1 УФСИН России по Саратовской области — следственный изолятор, расположенный в Саратове. Полное наименование — Федеральное казенное учреждение
«Следственный изолятор № 1 Управления Федеральной службы исполнения наказаний по Саратовской области». Ранее являлся городской тюрьмой.

## История
Тюремный острог существовал в Саратове уже в конце XVIII века. Но в начале следующего столетия он сильно обветшал и был снесён. Поэтому в это время было построено новое
здание, находящееся и по сей день на пересечении улиц Астраханской и Кутякова.

## Гибель академика Вавилова
Выдающийся учёный Николай Иванович Вавилов, арестованный и осуждённый на основании ложных обвинений в период сталинского правления, был переведён
в Саратовскую тюрьму в связи с эвакуацией заключённых из Москвы, когда немецкие войска подбирались к границам города. Здесь он находился с 29 октября 1941 года по 26 января
1943 года. Скончался Вавилов
от тяжёлых условий содержания, болезней и истощения, сильно подорвавших его здоровье.

## Интересные факты
В 2000 году СИЗО № 1 посетила Генеральный комиссар ООН по правам человека, бывший президент Ирландии Мэри Робинсон.